# El Congo
El Congo é um município de El Salvador, localizado no departamento de Santa Ana. Sua área territorial é de 91.43 km² e sua população de 24 219 habitantes, segundo o censo de 2007 realizado no país.

## Transporte
O município de El Congo é servido pela seguinte rodovia:
- SAN-11, (LIB-35) que liga a cidade de Opico (Departamento de La Libertad) ao município
- SAN-28, que liga a cidade de Coatepeque ao município
- SAN-06, que liga a cidade ao município de Santa Ana
- SAN-24, que liga a cidade ao município de Santa Ana
- RN-10, que liga o município de Coatepeque (Departamento de Santa Ana) à cidade de Izalco (Departamento de Sonsonate)
- RN-09,que liga a cidade de Coatepeque (Departamento de Santa Ana) ao município de Ciudad Arce (Departamento de La Libertad)
- CA-01, que liga o distrito de Candelaria de la Frontera (Departamento de Santa Ana) (e a Fronteira El Salvador-Guatemala, na cidade de Atescatempa - CA-01) à cidade de San Salvador (Departamento de San Salvador)
- CA-06,que liga a cidade de Coatepeque (Departamento de Santa Ana) ao município de Ciudad Arce (Departamento de La Libertad) [1]